# Курсийоны
Курсийон (фр. Courcillon) — старинный французский баронский род. 
Земли, прилегающие к небольшому поселению Шато-дю-Луар (в границах современного департамента Сарта региона Земли Луары), являлись старинной баронией, первыми владетельными сеньорами которой считаются сеньоры Курсийон. Неподалёку от этого поселения был построен замок Курсийон. Род Курсийонов был известен ещё в XI — XII веках, когда его представители уже имели титул шевалье. В Анжу сеньоры де Курсийон играли довольно важную роль, будучи всегда в первых рядах знати графства Мэн.
В одной из биографий французского короля Карла VII приводится эпизод периода напряжённых отношений между дофином (будущим королём Людовиком XI) и Карлом VII. Дофин, находившийся в изгнании в своих территориях Дофине, трижды направлял посланников королю в августе 1456 года, когда последний находился проездом в Турене. Одним из посланников дофина стал шевалье Гийом де Курсийон, служивший сокольничим дофина. Эта дипломатическая миссия не имела успеха и позже Карл VII покорил земли Дофине, и восстановил там свои законы.
Семья Курсийонов разделилась на две боковые ветви на протяжении XIII и XIV веков. При разделе владений земли Курсийон перешли по наследству в женские руки (старшая ветвь), к которым впоследствии добавились титулы владетельных домов de Riboule, d'Avoir и de Bueil. Младшая ветвь при разделе получила земли сеньории Молеан (фр. de Moléans) и несколько других владений. Впоследствии, представители младшей ветви взяли фамилию Данжо (фр. Dangeau). Все свои земли они получали по результатам брачных союзов и преемственность этой младшей ветви прослеживается начиная с Brisegau de Courcillon сеньора де Молеан, брата Гийома де Курсийона (фр. Guillaume de Courcillon), получившего титул шевалье в 1339 году, вплоть до Марии-Софии де Курсийон, вдовы герцога де Пикиньи и супруги по второму браку Эркюля-Мериадека де Роган-Субиза. У неё не было потомства в обоих браках и она стала последним представителем рода Курсийон. Достоинство этого рода подчеркивается высокими брачными союзами Марии-Софии.